# Bab Lajmun
Bab Lajmun (arab. باب ليمون) – wieś w Syrii, w muhafazie Aleppo, w dystrykcie Al-Bab. W 2004 roku liczyła 143 mieszkańców.